# Physcomitrium japonicum
Physcomitrium japonicum är en bladmossart som beskrevs av Mitten 1891. Physcomitrium japonicum ingår i släktet huvmossor, och familjen Funariaceae. Inga underarter finns listade i Catalogue of Life.